# Adrien Dubouché
François-Louis Bourcin-Dubouché dit Adrien Dubouché, né le 2 avril 1818 à Limoges et mort le 24 septembre 1881 à Jarnac, est un négociant, collectionneur d'art et mécène français.
Son nom a été donné au musée national Adrien Dubouché de Limoges en remerciement de son mécénat.

## Biographie
Adrien Dubouché est le fils de Léonard Bourcin-Dubouché (Bourcin du Bouchet) (mort en 1847), négociant, notaire royal et syndic des notaires de Périgueux, et de Sophie Thouvenin. Après avoir épousé Ermance Bisquit, des cognacs Bisquit, il entra dans l'entreprise de son beau-père à Jarnac. Grand amateur d'art, il consacrait son temps libre aux céramiques, soutenu en cela par les milieux parisiens qu'il fréquentait.
Il est nommé en 1865 directeur du musée de Limoges et fait dès 1866 un don de près de 400 objets à ce musée. En 1868, il crée une école d'art qu'il installe dans les bâtiments du musée afin que les artistes puissent s'inspirer des collections qui y étaient exposées. À la mort de son ami Albert Jacquemart, spécialiste de la céramique orientale, il rachète sa collection et en fait don au musée, lui apportant ainsi 600 nouvelles pièces. À la demande de la Ville de Limoges qui souhaitait le remercier d'un geste si généreux, le Conseil d'État décide que le musée porterait son nom. Adrien Dubouché porta ses dons à plus de 4 000 objets en rachetant la collection de Paul Gasnault au profit du musée.
En 1869, Jules Michelin, peintre, dessinateur et graveur français, réputé pour ses eaux-fortes et ses lithographies rejoint à Limoges son ami Adrien Dubouché, qu’il aide à ordonnancer le catalogue du musée municipal, devenu aujourd’hui musée national Adrien Dubouché.
Adrien Dubouché est élu maire de Limoges en 1870. Il est envoyé à l'Exposition de Vienne en 1877 pour y organiser la section française des Beaux-Arts ; en témoignage de satisfaction, l'empereur François-Joseph d'Autriche lui confère la croix de chevalier de son ordre avec le titre de baron.
Il fut vice-président de l'Académie des beaux-arts et président de l'École nationale des arts décoratifs de Limoges.
À sa mort en 1881, le musée et l'école avaient pris une grande importance. La Ville de Limoges demanda et obtint qu'une loi en fit des établissements nationaux. Son nom a également été donné à une rue et à une station de bus de Limoges.
Il est nommé chevalier de la Légion d'honneur, puis promu officier du même ordre par le maréchal de Mac Mahon, son ami. Adrien Dubouché est un cousin germain de la vénérable Théodelinde Bourcin-Dubouché et le beau-père de Maurice Laporte-Bisquit, lui-même beau-père d'Eva Lucy Haviland (1872-1908).